# D’Arcy Wentworth Thompson

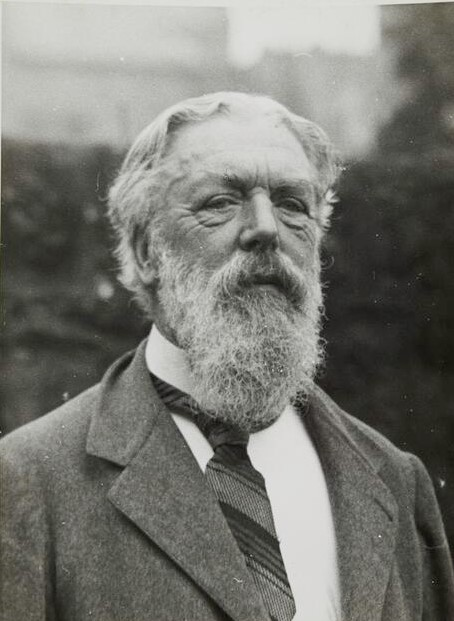
D’Arcy Wentworth Thompson

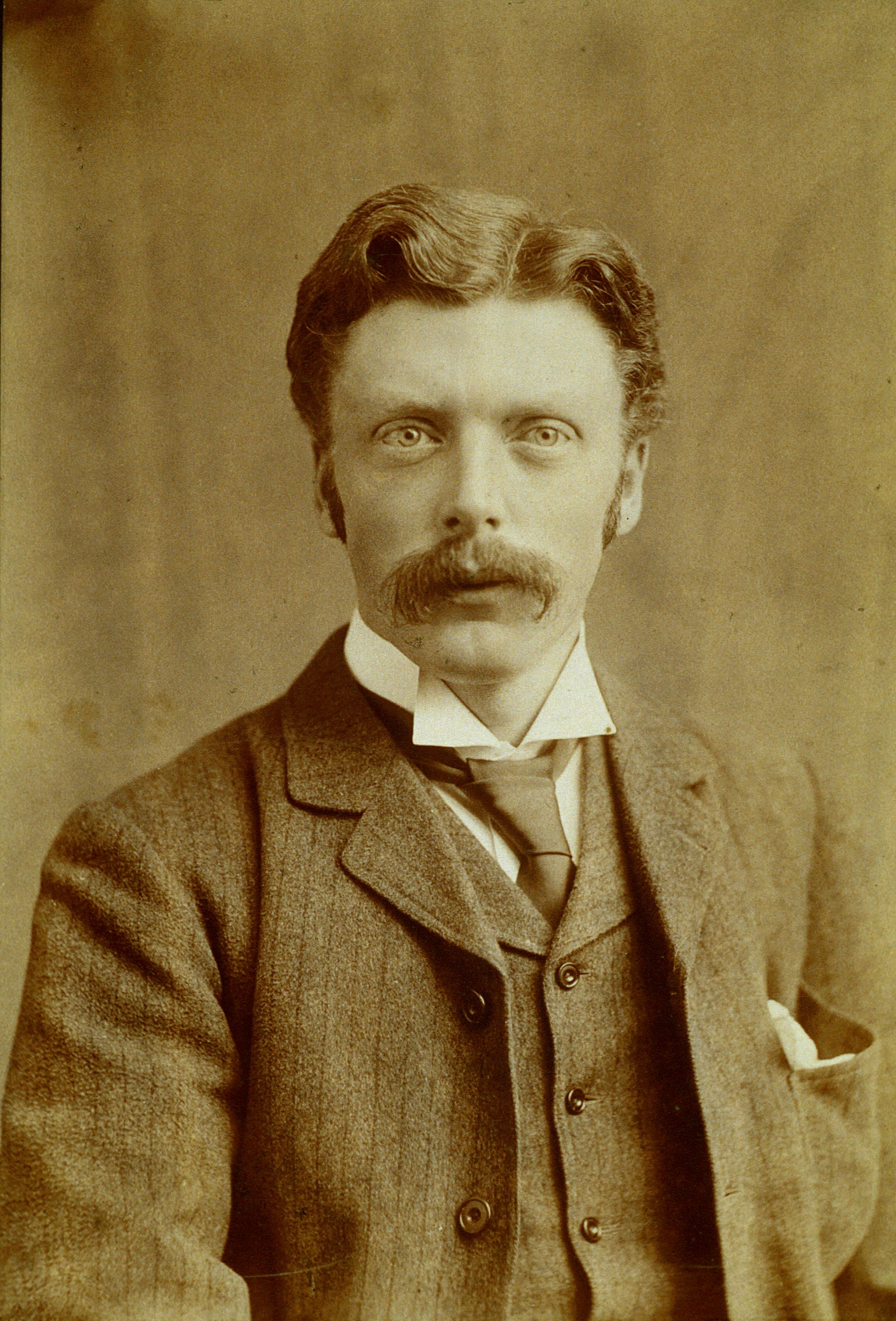
D’Arcy Wentworth Thompson (1886)

D’Arcy Wentworth Thompson (* 2. Mai 1860 in Edinburgh; † 21. Juni 1948 in St Andrews) war ein britischer Mathematiker und Biologe.

## Leben und Werk
D’Arcy Wentworth Thompson wurde als Sohn eines Griechischprofessors geboren. Seine Mutter starb bei der Geburt und er wuchs teils bei seinem Vater, teils bei seinem Onkel mütterlicherseits, Joseph Gamgee, auf, der Biochemiker war und ihn früh für die Wissenschaft interessierte. Ab 1877 studierte er in Edinburgh Medizin, wechselte aber drei Jahre später in Cambridge zur Zoologie. 1884 wurde er Professor für Zoologie bzw. Naturgeschichte in Dundee und baute dort eine zoologische Sammlung auf. Als Mitglied einer Kommission zur Untersuchung des Robbenfangs machte er häufig Reisen in die Arktis und besuchte 1896/1897 die Pribilof Islands im Beringmeer. Er war in der schottischen Fischereikommission und für Großbritannien in der Internationalen Kommission zur Erforschung der Ozeane ab 1902. In Dundee war er auch sozial engagiert und sorgte für die Renovierung von Häusern in Slum-Vierteln. Ab 1917 war er Professor für Naturgeschichte in St Andrews. Ab 1916 war er Fellow of the Royal Society (London), deren Vizepräsident er 1931 bis 1933 war. 1946 erhielt er ihre Darwin-Medaille. 1934 bis 1939 war er Präsident der Edinburgher Royal Society. 1937 wurde er geadelt.
Thompson wird häufig der „erste Biomathematiker“ genannt. Sein Ruhm gründet sich auf das Buch „On Growth and Form“, dessen erste Auflage 1917 erschien (deutsch „Über Wachstum und Form“). Seine zentrale These im Buch ist, dass seine Zeitgenossen die Bedeutung der Evolution für die Form und Struktur der Lebewesen überschätzten und dabei den Einfluss von Mathematik, Physik und Mechanik übersahen. Das Buch führt an zahlreichen Beispielen die Ähnlichkeit von  biologischen und mechanischen Strukturen vor Augen, die er über mathematische Transformationen zueinander in Beziehung setzte. Phylogenetische Beziehungen interessierten ihn nicht, was auch daraus hervorgeht, dass er Vergleiche zuweilen von abgeleiteten Formen heraus entwickelt (z. B. die Schädelform von Menschenaffen als Transformation des menschlichen Schädels). Thompsons Beobachtungen zur Blattstellung bei Pflanzen und ihrer Korrelation zur Fibonacci-Folge sind zu einem Lehrbuchklassiker geworden.
„On Growth and Form“ steht in der deskriptiven Tradition; Thompson selbst hat über das Buch gesagt: „Mein Buch braucht eigentlich kein Vorwort, weil es tatsächlich von Anfang bis Ende ein einziges Vorwort ist“.  Obwohl das Buch im Wesentlichen eine Sammlung von Beobachtungen darstellt und nicht versucht, kausale Erklärungen zu finden, wurde es zu einem der einflussreichsten Klassiker der Biologieliteratur, der Generationen von Biologen, Architekten, Künstlern und Mathematikern inspiriert hat.
Seine klassische Bildung zeigte sich z. B. in seiner Übersetzung von Aristoteles „Historia animalium“ und in seinen griechischen Wörterbüchern für Fisch- und Vogelnamen.
Thompson heiratete 1901 und hatte drei Töchter.

## Auszeichnungen
1916 wurde Thompson als Mitglied („Fellow“) in die Royal Society gewählt, die ihm 1946 die Darwin-Medaille verlieh. 1928 wurde er in die American Academy of Arts and Sciences gewählt, 1943 in die National Academy of Sciences, die ihm im Jahr davor die Daniel Giraud Elliot Medal verliehen hatte.

## Zitat
- „For the harmony of the world is made manifest in Form and Number, and the heart and soul and all the poetry of Natural Philosophy are embodied in the concept of mathematical beauty.“ (On Growth and Form, 1917.)

## Schriften
- On Growth and Form. 1917, ISBN 0-486-67135-6. Deutsch: Über Wachstum und Form. In gekürzter Fassung neu hrsg. von John Tyler Bonner. Übersetzt von Ella M. Fountain und Magdalena Neff. Mit einem Geleitwort von Adolf Portmann. Suhrkamp, Frankfurt am Main 1982, ISBN 3-518-28010-4.
- Über Wachstum und Form, vorgestellt von Anita Albus nach der von John Tyler Bonner besorgten Ausgabe. Mit einem Vorwort von Stephen Jay Gould. Aus dem Englischen von Ella M. Fountain & Magdalena Neff, Frankfurt am Main : Eichborn 2006, Reihe Die Andere Bibliothek, ISBN 978-3-8218-4568-5.